# Arrest Van Dale/Romme
Het arrest Van Dale/Romme (HR 4 januari 1991, NJ 1991/608) is een uitspraak van de Hoge Raad der Nederlanden inzake het Nederlandse auteursrecht. In het arrest bepaalde de Hoge Raad dat een werk alleen auteursrechtelijk beschermd kan zijn in de zin van artikel 1 van de Auteurswet als het werk:
- een eigen oorspronkelijk karakter heeft
- met een persoonlijk stempel van de maker.

## Het geschil
Het geschil ging om de vraag of het trefwoordenbestand van het woordenboek de Grote van Dale auteursrechtelijk beschermd is. Het Hof in Amsterdam had bepaald dat de verzameling van woorden als zodanig een auteursrechtelijk beschermd werk was. Deze beslissing werd door de Hoge Raad vernietigd. De Hoge Raad verwees de zaak terug naar het Hof in Den Haag, met vermelding van bovengenoemde factoren.
Het Haagse hof bepaalde vervolgens dat de woordenverzameling inderdaad auteursrechtelijk beschermd was, omdat er bij haar samenstelling "onvermijdelijk subjectieve afwegingen" waren gemaakt (NJ 1994, 58).
Een verdere uitwerking van de bovenstaande criteria is te vinden in NJ 2008, 556, §3.3 (a) (betreffende de zogenaamde Endstra-tapes):

[D]at het voortbrengsel een eigen, oorspronkelijk karakter moet bezitten, houdt, kort gezegd, in dat de vorm niet ontleend mag zijn aan die van een ander werk (vgl. art. 13 Aw). De eis dat het voortbrengsel het persoonlijk stempel van de maker moet dragen betekent dat sprake moet zijn van een vorm die het resultaat is van scheppende menselijke arbeid en dus van creatieve keuzes, en die aldus voortbrengsel is van de menselijke geest. Daarbuiten valt in elk geval al hetgeen een vorm heeft die zo banaal of triviaal is, dat daarachter geen creatieve arbeid van welke aard ook valt te aan te wijzen.
— ECLI:NL:HR:2008:BC2153

## Consequenties
Het arrest stelt vast waaraan een werk moet voldoen om voldoende origineel te zijn om auteursrechtelijk beschermd te zijn. Het wordt dan ook steevast aangehaald indien bij een proces over een vermeende auteursrechtenschending het karakter van een werk als auteursrechtelijk beschermd werk betwist wordt.
De gevolgen van dit arrest zijn vergelijkbaar met die van de Amerikaanse rechterlijke uitspraak "Bridgeman Art Library v. Corel Corp". Een fotografische reproductie van bijvoorbeeld de Nachtwacht kan uitsluitend auteursrechtelijk beschermd zijn indien de reproductie ("het afgeleide werk") verschilt van het origineel door bijvoorbeeld kleurwijzigingen, door een close-up, of door meer originele veranderingen als het bijschilderen van nieuwe personen of dieren. De vraag is dus: is er aan de foto van het schilderij iets te zien waaruit de creativiteit, het persoonlijk stempel van de fotograaf te herkennen is? Een getrouwe reproductie van een schilderij is niet auteursrechtelijk beschermd, ook niet indien de maker van de reproductie technische ingrepen heeft gepleegd om het zo nauwkeurig mogelijk op het origineel te laten lijken. Vermelding van een auteursrechtelijk voorbehoud doet hieraan niet af, aangezien het auteursrecht van rechtswege werkt.
Ook kan het van belang zijn wélke elementen van een werk het persoonlijke stempel van de maker dragen. Als een werk op een dusdanige wijze wordt gekopieerd dat deze elementen niet in het gekopieerde werk aanwezig zijn, is geen sprake van auteursrechtenschending, ondanks het feit dat het oorspronkelijke werk wel degelijk auteursrechtelijk beschermd is.
In de rechtspraak is met een beroep op Van Dale/Romme bepaald dat onder meer de volgende werken wél auteursrechtelijk beschermd waren:
- een speelgoedpop
- een verzameling gegevens - echter alleen als kan worden aangegeven dat er sprake is van "subjectieve keuzes" in de samenstelling van de verzameling
- het profiel van een fietsband
- de combinatie van op zich meer voorkomende elementen in een kledingontwerp
- het ontwerp van een vakantiewoning
- de geur van een parfum
- een gesprek - het is niet nodig dat iemand bewust een werk maakt; wel zijn gesprekken die "banaal, triviaal, algemeen of alledaags" zijn uitgesloten
- het motief op een tas
- de indeling van een webpagina - de rechtbank acht dit echter "weinig oorspronkelijk", en het voorkomen van relatief kleine verschillen is voldoende dat er geen sprake is van inbreuk

Onder meer de volgende werken waren daarentegen met een soortgelijke verwijzing niet auteursrechtelijk beschermd:
- de vorm van een tegel - de technische restricties waren te sterk bindend om het resultaat nog van een voldoende creativiteit te doen zijn
- het idee achter een spel - de uitvoering is wél auteursrechtelijk beschermd
- bouwtekeningen van een bestaand gebouw
- het algoritme achter een computerprogramma
- het uitzendschema van een zendgemachtigde.

Verschillend naargelang meer specifieke situatie werd geoordeeld over:
- foto's van een bestaand object (een foto van een woning werd wél, dat van een doosje tegen een witte achtergrond níet auteursrechtelijk beschermd geacht)
- productbeschrijvingen en -specificaties.